# Magazini
Magazini ist ein Verwaltungsbezirk (Ward) des Distrikts Namtumbo in der tansanischen Region Ruvuma.

## Geografie
Magazini liegt im Südwesten von Tansania an der Grenze zu Mosambik. Der größte Fluss ist der Rovuma, der die Grenze im Süden bildet. Der Bezirk grenzt im Norden an Mchomoro, im Osten an Marumba und Mchoteka, die beide zum Distrikt Tunduru gehören. Im Süden grenzt Magazini an Mosambik und im Westen an Lusewa. Bei der Volkszählung 2022 lebten 13.060 Menschen in 3092 Haushalten auf einer Fläche von 1914 Quadratkilometern.

## Gliederung
Der Bezirk besteht aus vier Gemeinden (Mtaa) mit 23 Orten (Kitongoji):
| Magazini - Kitulika - Magazini - Majengo A - Tuwemacho - Majengo B - Majengo C | Sasawala - Tupendane - Muungano - Sisi Kwa Sisi - Mwenge - Asante | Likusanguse - Dodoma - Maji - Kisungule - Tabora - Misufini - Mienjele - Msukunya | Amani - Mtakanini - Amani Kati A - Amani Kati B - Lizaboni A - Lizaboni B |

## Infrastruktur
- Bildung: Die Magazini Secondary School ist die einzige weiterführende Schule des Bezirks.[7] Diese staatliche Schule bildet als Tagesschule Jugendliche bis zur 4. Stufe aus.[8]
- Gesundheit: Im Hauptort Magazini befindet sich ein staatliches Gesundheitszentrum, das Patienten ambulant behandelt, jedoch auch kleine chirurgische Eingriffe durchführt.[9] Daneben befinden sich staatliche Apotheken in den Gemeinden Likusanguse[10] und Amani.[11]